# ولسوالی ریگ خان‌نشین
ریگ خان‌نشین یکی از ولسوالی‌های ولایت هلمند در جنوب افغانستان است. جمعیت آن در سال ۲۰۱۲ (میلادی) ۲۵٬۶۰۰ نفر اعلام شده‌است. باشندگان این ولسوالی پشتون ها هستند.